# MiniLiner
MiniLiner is een Italiaanse vrachtluchtvaartmaatschappij. Ze voert vluchten uit vanaf Luchthaven Orio al Serio, nabij Bergamo. 

## Geschiedenis
MiniLiner is opgericht in  1982 en startte in 1988 met vrachtvluchten voor FedEx, UPS en Poste Italiane.

## Vloot
| Vliegtuigtype | Aantal | Bestelling | Capaciteit |
| ------------- | ------ | ---------- | ---------- |
| Fokker F27    | 5      | 0          | 6 ton      |
| Fokker 50     | 3      | 0          | 7 ton      |
| Totaal        | 8      | 0          |            |